# Bahnbestimmung
Unter Bahnbestimmung (seltener Bahnberechnung) versteht man die Berechnung der Umlaufbahn eines Himmelskörpers (Stern, Planet, Mond, Komet, Satellit oder Kleinkörper) aus den Messresultaten irdischer oder im Weltraum befindlicher Observatorien.
Für diese Standardaufgabe der Himmelsmechanik reicht es nicht aus, die sechs Keplerschen Bahnelemente zu ermitteln und die Bahnberechnung durch Lösen der Keplergleichung durchzuführen; die Kepler-Bahnelemente gelten nämlich nur für den Fall eines einzigen Zentralkörpers (Sonne bzw. Planet), der noch dazu exakt kugelförmig sein müsste. Eine exakte Bahnbestimmung muss außer der Wirkung der Sonne (ideale Keplerbahn) auch die Bahnstörungen durch die Anziehung anderer größerer Massen und bei Satelliten die Erdabplattung berücksichtigen. Hinzu kommt bereits bei der Erfassung der Beobachtungsdaten das Problem, dass sich alle Messungen auf einen scheinbar bewegten Hintergrund beziehen.

## Geschichte
Seit mindestens 5000 Jahren beschäftigen sich Astronomen und Mathematiker damit, die Bahnen der Gestirne, wie sie von der Erde aus zu beobachten sind, im Voraus zu berechnen. Dabei bildeten besonders die etwa jährlichen Planetenschleifen ein Rätsel, das die Sternkundigen in Mesopotamien und anderswo sich auf der Basis des damaligen Erkenntnisstandes nur durch Eingriffe von Gottheiten erklären konnten. Andere Erklärungen sind nicht überliefert.

### Frühe Vermutungen und Erklärungsversuche
In der griechischen Antike fand man dann geometrisch-mathematische Modelle, welche die komplizierten Planetenbahnen beschreiben konnten. Man löste das Problem der Planetenschleifen und weiterer scheinbarer Unregelmäßigkeiten mit den im Sinn von Aristoteles rundesten Geometrien, die es gibt – mit Kreisen und auf ihnen laufenden zusätzlichen Kreisen, den Epizykeln, die alle mit jeweils konstanter Geschwindigkeit durchlaufen wurden.
Danach sollten sich die damals bekannten Planeten Merkur, Venus, Mars, Jupiter und Saturn, aber auch Sonne und Mond auf idealen Bahnen um die Erde bewegen, nämlich auf Kreisen, denen jeweils ein Epizykel aufgesetzt ist. Obwohl sich, wie schon Kopernikus wusste, eine elliptische Bahn schon mit einem  Epizykel exakt darstellen lässt, wenn man dessen Radius und Drehgeschwindigkeit geeignet wählt (s. Heliozentrisches Weltbild), setzte man seit Ptolemäus zur Verbesserung der Genauigkeit einfach einen weiteren Epizykel auf den ersten. Dies geschah bei Merkur und Mars mehrfach (aus heutiger Sicht fast eine Fourieranalyse). Zudem bezog man seit Ptolemäus die Forderung, dass die Kreisbewegung gleichförmig erfolgen solle, auf einen Ausgleichspunkt außerhalb des Kreismittelpunkts.

### Brahe, Kepler, Newton
Die sehr exakten Beobachtungen Tycho Brahes (speziell am Mars), die noch ohne optische Hilfsmittel erfolgten, ermöglichten es Johannes Kepler, seine drei Keplerschen Gesetze zu finden. Damit konnte man nun die Bahnen der großen Planeten in einem räumlichen Planetensystem gut beschreiben. Die Bahnen von neuen Himmelskörpern konnten aber damit noch nicht berechnet werden.
1687, fast hundert Jahre später, gelang es Isaac Newton – aufbauend auf den Erkenntnissen Keplers – das Gesetz der allgemeinen Massenanziehung aufzustellen. Damit war das Gesetz für die Bewegung der Himmelskörper erkannt, es fehlte jedoch noch an mathematischen Methoden für die konkrete Berechnung von Bahnelementen.

## Laplace, Gauß: Die analytische Bahnbestimmung
Vollständig wurde das Zweikörperproblem (Bewegung zweier Körper umeinander)
um 1800 von Laplace und Gauß gelöst. Um aus drei gemessenen Positionen z. B. eines neuen Kometen seine Bahnelemente zu bestimmen, fanden sie fast gleichzeitig die Lösung auf ganz verschiedenen Wegen:
- Auf Pierre-Simon Laplace geht die direkte Methode zurück, welche die Kepler-Elemente auf der linken Seite von – allerdings äußerst komplizierten – Gleichungen darstellt.

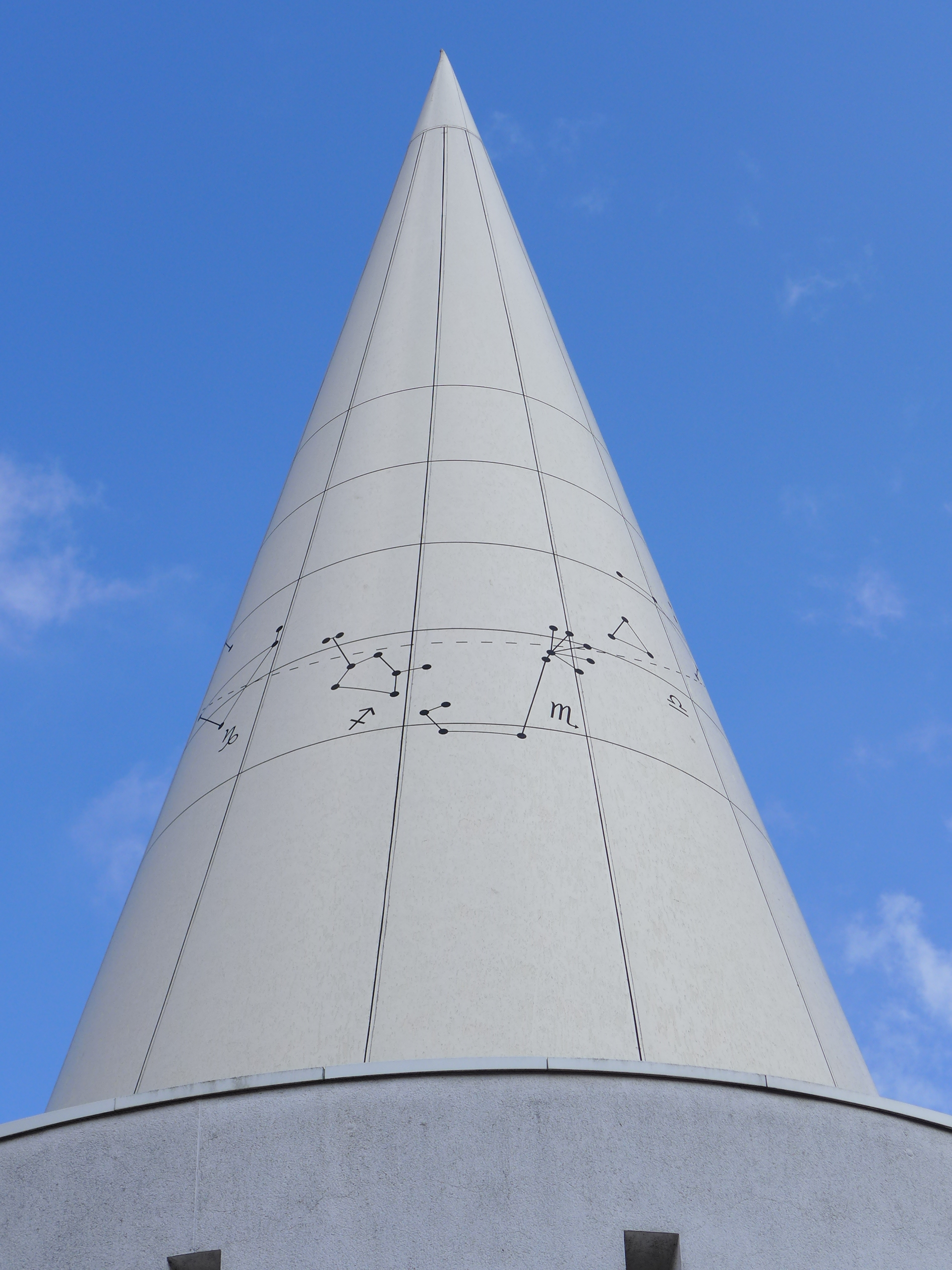
Spitze des Ceres-Pavillons in Göttingen mit der von Gauß berechneten Bahn im Tierkreis

- Carl Friedrich Gauß erdachte die indirekte Methode, die mit kleinen Änderungen an Näherungswerten (vor allem der räumlichen Distanzen) operiert. Sie ist durch ihre iterative Vorgangsweise etwas einfacher lösbar.

Mit dieser Methode gelang es Gauß, die Bahn des verlorenen Asteroiden (1) Ceres zu berechnen, was zu dessen sensationeller Wiederentdeckung führte. Noch heute, im Zeitalter der Computer, wird diese Methode angewandt. Sie läuft auf eine numerische Integration der Bewegungsgleichungen hinaus und erlaubt es, alle bekannten Kräfte ohne großen Mehraufwand in das physikalisch-mathematische Modell einzubauen.
Wichtige theoretische Beiträge zur Bahnbestimmung wurden auch von Leonhard Euler und Joseph-Louis Lagrange geleistet. Die erste verlässliche Bestimmung einer stark elliptischen Kometenbahn gelang um 1780 dem späteren Asteroidenentdecker Wilhelm Olbers.

### Störungsrechnung der Keplerbahnen
Um die de facto immer vorhandenen Bahnstörungen durch dritte Körper berechnen zu können, entwickelte man um 1800 das Modell der oskulierenden (anschmiegenden) Bahnen. Wenn die – nach Kepler ideale – kegelschnittförmige Bahn eines Himmelskörpers allzu variabel war, wurde der momentan gültige Datensatz der sechs Bahnelemente als Bezugssystem für die Änderungen genommen, die nach einigen Stunden (Tagen, Wochen..) aus diesem Systemzustand hervorging.
Die Abweichungen von der oskulierenden Ellipse können als Funktion der störenden Kraft berechnet werden. Damit war die Methode Variation der Elemente geboren. Sie erlaubte mit damaligen Rechenhilfsmitteln eine beliebig genaue Bahnbestimmung, wenn nur der Aufwand entsprechend hoch getrieben wurde. Ihre konsequente Anwendung führte 1846 zur Entdeckung des Neptun und stellte – im Zeitalter der Aufklärung – einen wahren „Triumph der Himmelsmechanik“ dar. Neptuns vermutliche Position war aus kleinen Bahnstörungen des Uranus berechnet worden, und er fand sich kaum 1° davon entfernt.

### Verfeinerung durch Ausgleichsrechnung
Wenn die Bahn eines neuen Himmelskörpers durch drei gute Beobachtungen erstmals bestimmt wurde, kann sie bei Vorliegen weiterer Beobachtungen durch Ausgleichsrechnung bzw. Kollokation verfeinert werden. Dadurch werden die bei überbestimmten Systemen unvermeidlichen kleinen Widersprüche getilgt, indem man durch kleine Variation der Bahnelemente die Quadratsumme der restlichen Abweichungen minimiert (Methode der kleinsten Quadrate).
Nach demselben Prinzip lässt sich auch die Störungsrechnung einbeziehen: auf Basis der ersten Bahn werden die Bahnstörungen (bei Kometen v. a. durch Jupiter) berechnet, diese an die Messungen angebracht und daraus eine nächstbessere Bahn bestimmt.

## Methoden und Anwendungen
Die wichtigste Anwendung neu bestimmter Bahnen ist die Ephemeridenrechnung, die Vorausberechnung der Positionen für mehrere künftige Zeitpunkte.
Bei der Bahnbestimmung selbst unterscheidet man
- die Erstberechnung einer Keplerbahn auf Basis des Zweikörperproblems
- die verfeinerte Bahn aus mehr als drei Beobachtungen
  - durch Ausgleichungsrechnung nach kleinsten Quadraten
  - erweiterte Modelle und Gewichtung für verschiedene Beobachtungstypen und Genauigkeiten – z. B. Geschwindigkeits- und Laufzeitmessungen, relativistische Effekte
  - mit Störungsrechnung durch andere Himmelskörper

Bei der Behandlung des Dreikörperproblems:
- Bahnstörungen durch Jupiter
  - Lagrange-Punkte und die Trojaner
  - Asteroidenbahnen und die Kirkwood-Lücken
- Herkunft von Kometen und Planetoiden durch Rückrechnung von Bahnstörungen
- Bahnbestimmung von Raumsonden
  - Satellitentracking
  - Geostationäre Instabilität und Bahnmanöver, Manöverkritik
- Gravitationsschleuder und Fly-by-Manöver für interplanetare Raumsonden
- Gradiometrie (örtliche Schwereänderungen)
- Erforschung des Erdschwerefeldes aus speziellen Satellitenbahnen wie GRACE und GOCE
- Bewegung von Doppelsternen, unsichtbare extrasolare Planeten

Beim Mehrkörperproblem:
- Voraus- und Zurückrechnungen im Sonnensystem über Jahrhunderte bis zu Jahrmillionen
- Modellierung von Sternhaufen, Galaxien

Theorie chaotischer Bahnen:
Viele Bahnen, besonders von Kleinplaneten, verlaufen über Jahrhunderte „regulär“, um dann plötzlich in eine Richtung abzudriften. Im Prinzip sind alle Umlaufbahnen langfristig instabil, Änderungen werden aber durch Bahnresonanzen auskorrigiert, weshalb das Sonnensystem mit seinen acht großen Planeten über Jahrmilliarden hinweg nicht-chaotisch bleibt. Systeme, in denen sich solche selbstregulierenden Mechanismen nicht einstellen, werden (nach kosmischen Maßstäben) nicht alt.

## Bahnbestimmung von Meteoren
Die Flugbahn von Meteoren durch die Erdatmosphäre wird durch ein geometrisches Schnittverfahren bestimmt. Wenn die Leuchtspur am Sternhimmel durch die Kameras mehrerer Meteorstationen erfasst wurde, lässt sich die räumliche Bahn durch eine Art Vorwärtsschnitt (analog dem Vermessungswesen) berechnen. Daraus zurückrechnend lässt sich die Herkunft der Meteoroiden ermitteln, die überwiegend aus dem Asteroidengürtel stammen.
Bei größeren Körpern, die als Meteorite auf die Erdoberfläche fallen, kann auch der genäherte Fallort bestimmt werden.